# Daloa
Daloa è una città della Costa d'Avorio, capoluogo del distretto di Sassandra-Marahoué. È un importante polo agricolo e forestale.
È sede vescovile cattolica.